# Békás
Békás è un comune dell'Ungheria di 221 abitanti (dati 2001). È situato nella contea di Veszprém.